# Phorocera apicalis
Phorocera apicalis là một loài ruồi trong họ Tachinidae.